# Государственный переворот в Венесуэле (1945)

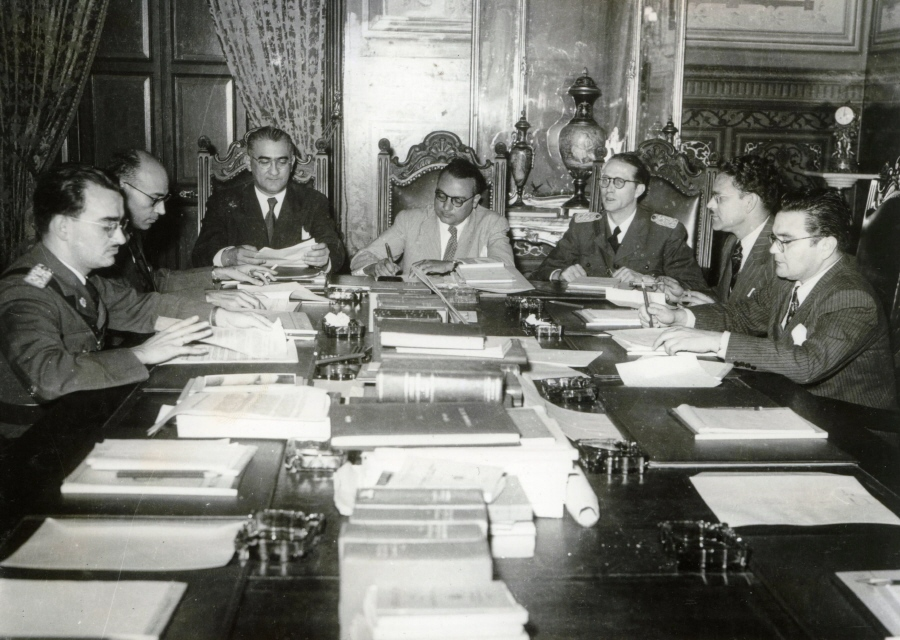
Члены революционной Хунты

Государственный переворот в Венесуэле 1945 года — государственный переворот произошедший 18 октября 1945 года, когда президент Исайас Медина Ангарита был свергнут в результате военного мятежа и народного движения, связанного с Демократическим действием. В результате переворота в Венесуэле начался трёхлетний период правления правительства, известного в истории как «El Trienio Adeco» (под руководством временного президента Ромуло Бетанкура). В 1947 году Бетанкур провёл выборы в Конституционную ассамблею, а в 1948 году президентские выборы, на которых победил писатель Ромуло Гальегос. Однако он в том же году также был свергнут в результате переворота, организованного генералами Дельгадо Чальбо и Пересом Хименесом, установившим в конечном счёте в стране свою личную военную диктатуру.